# 876
876 foi um ano bissexto do século IX, que teve início a um domingo e terminou a uma segunda-feira, no Calendário juliano. As suas letras dominicais foram A e G. No território que viria a ser o reino de Portugal estava em vigor a Era de César que já contava 914 anos.
| Ano completo                       |
| ---------------------------------- |
| Ano bissexto com início ao domingo |

## Nascimentos
- Henrique I da Germânia m. 936, duque da Saxónia e rei dos germanos.